# Parlement fédéral de transition
Le Parlement fédéral de transition était le parlement monocaméral de la Somalie de 2004 à 2012. Initialement composé de 275 membres, il est élargi à 550 en 2008.
Le 1er août 2012, l'Assemblée constituante somalienne adopte à l'unanimité un projet de nouvelle Constitution pour la Somalie, une des étapes du processus visant à y rétablir une autorité centrale,.
Son mandat prend fin le 20 août 2012 laissant place au Parlement fédéral de Somalie.